# Melanotus effetus
Melanotus effetus is een keversoort uit de familie kniptorren (Elateridae). De wetenschappelijke naam van de soort is voor het eerst geldig gepubliceerd in 1860 door Ernest Candèze. De soort was ontdekt in Ohio.